# New Jerseys guvernör
New Jerseys guvernör (engelska: Governor of New Jersey) är den högste utövaren av verkställande makt i delstatsstyret enligt 1847 års delstatskonstitution. Guvernören biträds av en viceguvernör (engelska: Lieutenant Governor of New Jersey) och dessa är de enda folkvalda befattningshavarna i den verkställande grenen av delstatsstyret. Guvernören kan lägga in veto mot lagförslag från New Jerseys lagstiftande församling.
Phil Murphy från det Demokratiska partiet är New Jerseys guvernör sedan 16 januari 2018.

## Historik
Delstaten New Jersey har haft tre olika delstatskonstitutioner: 1776, 1844 samt 1947. Syftet med 1947 års konstitution var bland annat att stärka guvernörens roll.
New Jersey var länge en av de få delstater i USA som inte hade en viceguvernör. Vid förfall eller vakans i guvernörsämbetet tog istället senatens president över som tillförordnad guvernör. I en folkomröstning som hölls under 2005 godkände väljarna inrättandet av New Jerseys viceguvernör som väljs tillsammans och samtidigt som guvernören.

## Funktion och roll
Guvernören är chef för den verkställande grenen av New Jerseys delstatsstyre och väljs på mandatperiod om fyra år.  Högst ett omval i följd är tillåtet, men det finns ingen annan begränsning i antalet mandatperioder.
Valbar till guvernör är den som är minst 30 år gammal och som varit amerikansk medborgare i 20 år samt bosatt i New Jersey i minst sju år från valdagen.
Guvernören utnämner, med senatens godkännande, ett stort antal befattningshavare, däribland: 
- delstatens attorney general och statssekreterare (engelska: Secretary of State);[2]
- chefer för departement och myndigheter;[2]
- domare i delstatens domstolar;[2]
- chefsåklagare för varje county;[2]
- Ledamöter i varje countys taxerings- och valnämnder;[2]
- Ledamöter i diverse olika styrelser.[2]

Efter att lagförslag antagits i New Jerseys lagstiftande församling skickas det till guvernören som kan välja att underteckna och därmed promulgera till lag, eller att lägga in veto. Om guvernören väljer att inte skriva under eller att lägga in veto (återsända lagförslaget) så blir det lag automatiskt inom 45 dagar. Guvernörens veto upphävs om 2/3 delar av ledamöterna i båda kamrarna röstar för lagförslaget. Guvernören har möjlighet att lägga in ett line-item veto gällande utgifter i lagförslag, det vill säga möjlighet att lägga in veto mot enskilda utgiftsposter utan att stoppa helheten.
Vidare är guvernören högste befälhavare för delstatens nationalgarde när det är i delstatlig tjänstgöring.
New Jersey State Police står för guvernörens personskydd.
Av guvernörerna i USA:s delstater anses New Jerseys guvernörsämbete vara ett av de mest inflytelserika i sitt delstatsstyre.

## Lista över New Jerseys guvernörer
Traditionellt har endast folkvalda guvernörer tagits med i numreringen av guvernörer, därför får oftast William Livingston hedersbetygelsen att räknas som den första guvernören av New Jersey. Enligt ny lag som har ratificerats den 10 januari 2006 tillät de tillförordnade guvernörer som hade tjänstgjort i minst 180 dagar att ta bort "tillförordnad" från sin titel och således benämnas "guvernör". Detta ändrade Donald DiFrancescos och Richard Codeys titlar retroaktivt och påverkade även Jim McGreeveys ordningsnummer.
Tillförordnade (tf.) guvernörer tas bara med i listan när den ordinarie guvernören permanent har slutat som guvernör, inte när den sittande guvernören är utanför delstaten eller tillfälligt ur stånd att tjänstgöra som guvernör.
Den som har varit guvernör i New Jersey och efter ett uppehåll återkommer som guvernör får inte något nytt ordningsnummer.

### Guvernörer enligt 1776 års delstatskonstitution
| Nummer | Namn                       | Parti               | Tillträdde       | Avgick           | Not   |
| ------ | -------------------------- | ------------------- | ---------------- | ---------------- | ----- |
| 1.     | William Livingston         | Federalist          | 27 augusti 1777  | 25 juli 1790     | [ 7 ] |
| tf.    | Elisha Lawrence            | Federalist          | 25 juli 1790     | 30 oktober 1790  |       |
| 2.     | William Paterson           | Federalist          | 30 oktober 1790  | 30 mars 1793     | [ 7 ] |
| tf.    | Thomas Henderson           | Federalist          | 30 mars 1793     | 3 juni 1793      | [ 7 ] |
| 3.     | Richard Howell             | Federalist          | 3 juni 1793      | 31 oktober 1801  | [ 7 ] |
| 4.     | Joseph Bloomfield          | Demokrat-republikan | 31 oktober 1801  | 15 november 1802 | [ 7 ] |
| tf.    | John Lambert               | Demokrat-republikan | 15 november 1802 | 29 oktober 1803  | [ 7 ] |
| (4)    | Joseph Bloomfield          | Demokrat-republikan | 29 oktober 1803  | 29 oktober 1812  | [ 7 ] |
| 5.     | Aaron Ogden                | Federalist          | 29 oktober 1812  | 29 oktober 1813  | [ 7 ] |
| 6.     | William Sanford Pennington | Demokrat-republikan | 29 oktober 1813  | 19 juni 1815     | [ 7 ] |
| 7.     | Mahlon Dickerson           | Demokrat-republikan | 19 juni 1815     | 1 februari 1817  | [ 7 ] |
| 8.     | Isaac Halstead Williamson  | Demokrat            | 1 februari 1817  | 30 oktober 1829  | [ 7 ] |
| 9.     | Peter Dumont Vroom         | Demokrat            | 30 oktober 1829  | 26 oktober 1832  | [ 7 ] |
| 10.    | Samuel L. Southard         | Whig                | 26 oktober 1832  | 27 februari 1833 | [ 7 ] |
| 11.    | Elias P. Seeley            | Whig                | 27 februari 1833 | 23 oktober 1833  | [ 7 ] |
| (9)    | Peter Dumont Vroom         | Demokrat            | 23 oktober 1833  | 28 oktober 1836  | [ 7 ] |
| 12.    | Philemon Dickerson         | Demokrat            | 28 oktober 1836  | 27 oktober 1837  | [ 7 ] |
| 13.    | William Pennington         | Whig                | 27 oktober 1837  | 27 oktober 1843  | [ 7 ] |
| 14.    | Daniel Haines              | Demokrat            | 27 oktober 1843  | 21 januari 1845  | [ 7 ] |

### Guvernörer enligt 1844 års delstatskonstitution

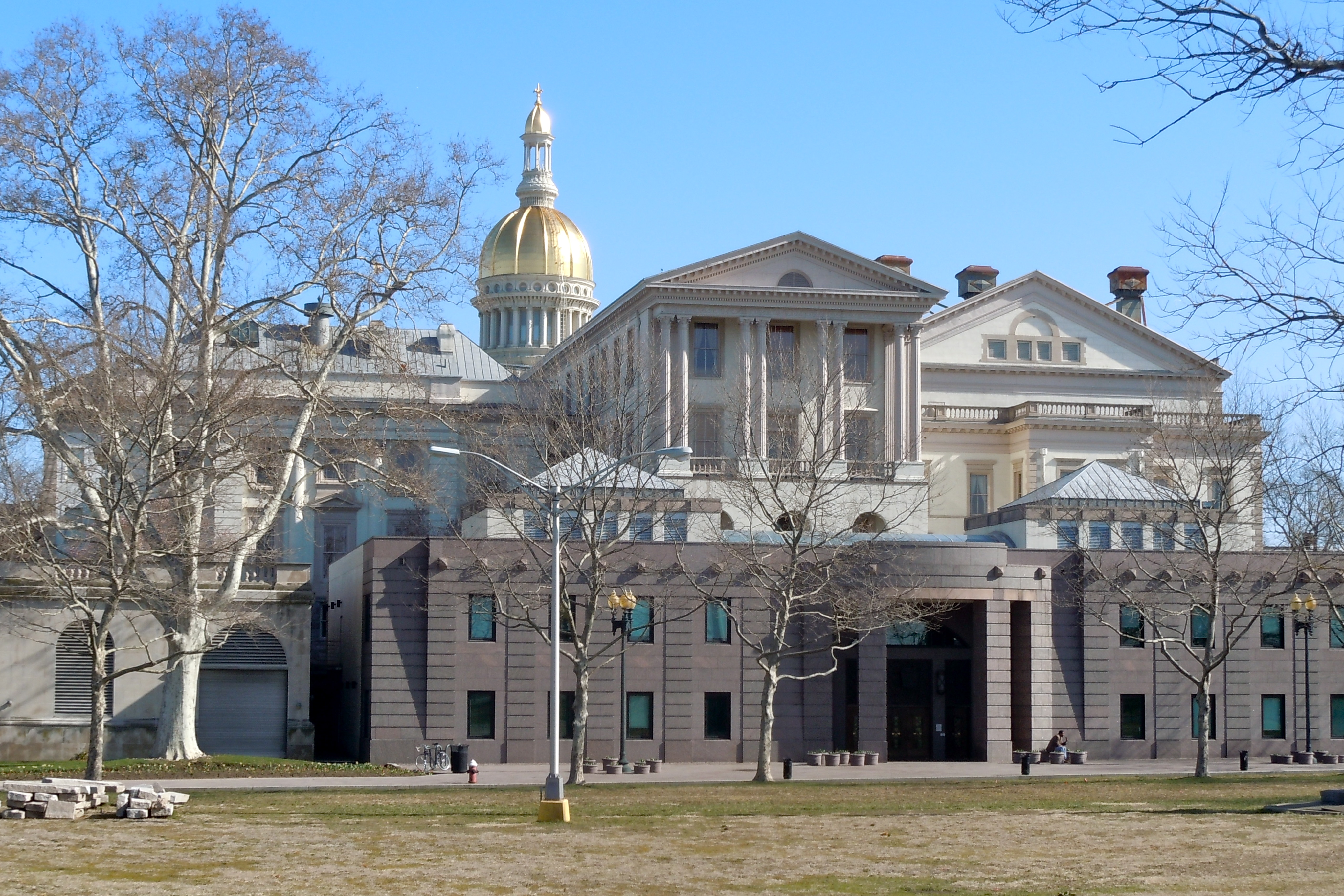
New Jersey State House, färdigställt 1911, är säte för guvernörens kontor samt för de båda kamrarna i New Jerseys lagstiftande församling.

| Nummer | Namn                    | Parti      | Tillträdde      | Avgick          | Not          |
| ------ | ----------------------- | ---------- | --------------- | --------------- | ------------ |
| 15.    | Charles C. Stratton     | Whig       | 21 januari 1845 | 18 januari 1848 | [ 7 ]        |
| (14)   | Daniel Haines           | Demokrat   | 18 januari 1848 | 21 januari 1851 | [ 7 ]        |
| 16.    | George F. Fort          | Demokrat   | 21 januari 1851 | 17 januari 1854 | [ 7 ]        |
| 17.    | Rodman M. Price         | Demokrat   | 17 januari 1854 | 20 januari 1857 | [ 7 ]        |
| 18.    | William A. Newell       | Republikan | 20 januari 1857 | 17 januari 1860 | [ 7 ]        |
| 19.    | Charles S. Olden        | Republikan | 17 januari 1860 | 20 januari 1863 | [ 7 ]        |
| 20.    | Joel Parker             | Demokrat   | 20 januari 1863 | 16 januari 1866 | [ 7 ]        |
| 21.    | Marcus L. Ward          | Republikan | 16 januari 1866 | 19 januari 1869 | [ 7 ]        |
| 22.    | Theodore F. Randolph    | Demokrat   | 19 januari 1869 | 16 januari 1872 | [ 7 ]        |
| (20)   | Joel Parker             | Demokrat   | 16 januari 1872 | 19 januari 1875 | [ 7 ]        |
| 23.    | Joseph D. Bedle         | Demokrat   | 19 januari 1875 | 15 januari 1878 | [ 7 ]        |
| 24.    | George B. McClellan     | Demokrat   | 15 januari 1878 | 18 januari 1881 | [ 7 ]        |
| 25.    | George C. Ludlow        | Demokrat   | 18 januari 1881 | 15 januari 1884 | [ 7 ]        |
| 26.    | Leon Abbett             | Demokrat   | 15 januari 1884 | 18 januari 1887 | [ 7 ]        |
| 27.    | Robert Stockton Green   | Demokrat   | 18 januari 1887 | 21 januari 1890 | [ 7 ]        |
| (26)   | Leon Abbett             | Demokrat   | 21 januari 1890 | 17 januari 1893 | [ 7 ]        |
| 28.    | George T. Werts         | Demokrat   | 17 januari 1893 | 21 januari 1896 | [ 7 ]        |
| 29.    | John W. Griggs          | Republikan | 21 januari 1896 | 1 februari 1898 | [ 8 ] [ 7 ]  |
| tf.    | Foster M. Voorhees      | Republikan | 1 februari 1898 | 18 oktober 1898 | [ 7 ]        |
| tf.    | David Ogden Watkins     | Republikan | 18 oktober 1898 | 21 januari 1899 | [ 7 ]        |
| 30.    | Foster M. Voorhees      | Republikan | 21 januari 1899 | 21 januari 1902 | [ 7 ]        |
| 31.    | Franklin Murphy         | Republikan | 21 januari 1902 | 17 januari 1905 | [ 7 ]        |
| 32.    | Edward C. Stokes        | Republikan | 17 januari 1905 | 21 januari 1908 | [ 7 ]        |
| 33.    | John Franklin Fort      | Republikan | 21 januari 1908 | 17 januari 1911 | [ 7 ]        |
| 34.    | Woodrow Wilson          | Demokrat   | 17 januari 1911 | 1 mars 1913     | [ 9 ] [ 7 ]  |
| tf.    | James F. Fielder        | Demokrat   | 1 mars 1913     | 28 oktober 1913 | [ 7 ]        |
| tf.    | Leon R. Taylor          | Demokrat   | 28 oktober 1913 | 20 januari 1914 | [ 7 ]        |
| 35.    | James F. Fielder        | Demokrat   | 20 januari 1914 | 15 januari 1917 | [ 7 ]        |
| 36.    | Walter Evans Edge       | Republikan | 15 januari 1917 | 16 maj 1919     | [ 10 ] [ 7 ] |
| tf.    | William Nelson Runyon   | Republikan | 16 maj 1919     | 13 januari 1920 | [ 7 ]        |
| tf.    | Clarence E. Case        | Republikan | 13 januari 1920 | 20 januari 1920 | [ 7 ]        |
| 37.    | Edward I. Edwards       | Demokrat   | 20 januari 1920 | 15 januari 1923 | [ 7 ]        |
| 38.    | George Sebastian Silzer | Demokrat   | 15 januari 1923 | 19 januari 1926 | [ 7 ]        |
| 39.    | A. Harry Moore          | Demokrat   | 19 januari 1926 | 15 januari 1929 | [ 7 ]        |
| 40.    | Morgan Foster Larson    | Republikan | 15 januari 1929 | 19 januari 1932 | [ 7 ]        |
| (39)   | A. Harry Moore          | Demokrat   | 19 januari 1932 | 3 januari 1935  | [ 10 ] [ 7 ] |
| tf.    | Clifford Ross Powell    | Republikan | 3 januari 1935  | 8 januari 1935  | [ 7 ]        |
| tf.    | Horace Griggs Prall     | Republikan | 8 januari 1935  | 15 januari 1935 | [ 7 ]        |
| 41.    | Harold G. Hoffman       | Republikan | 15 januari 1935 | 18 januari 1938 | [ 7 ]        |
| (39)   | A. Harry Moore          | Demokrat   | 18 januari 1938 | 21 januari 1941 | [ 7 ]        |
| 42.    | Charles Edison          | Demokrat   | 21 januari 1941 | 18 januari 1944 | [ 7 ]        |
| (36)   | Walter Evans Edge       | Republikan | 18 januari 1944 | 21 januari 1947 | [ 7 ]        |

### Guvernörer enligt 1947 års delstatskonstitution

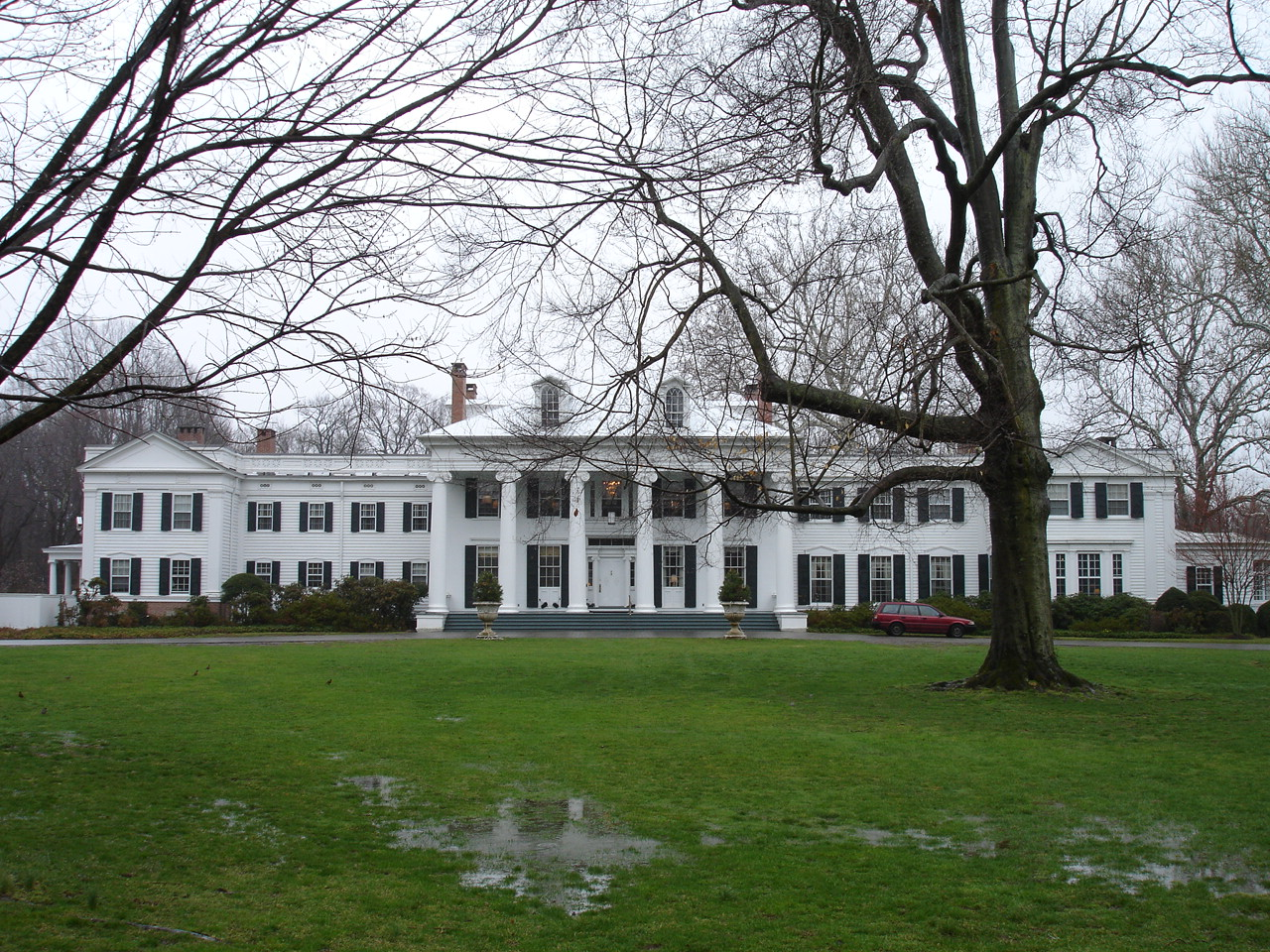
Guvernörsresidenset Drumthwacket beläget på 354 Stockton Street i Princeton. Guvernörsresidenset i New Jersey är ett av 4 i USA som inte ligger i delstatens huvudstad.

| Nummer | Porträtt | Namn                   | Parti      | Tillträdde       | Avgick           | Not          |
| ------ | -------- | ---------------------- | ---------- | ---------------- | ---------------- | ------------ |
| 43.    |          | Alfred E. Driscoll     | Republikan | 21 januari 1947  | 19 januari 1954  | [ 7 ]        |
| 44.    |          | Robert B. Meyner       | Demokrat   | 19 januari 1954  | 16 januari 1962  | [ 7 ]        |
| 45.    |          | Richard J. Hughes      | Demokrat   | 16 januari 1962  | 20 januari 1970  | [ 7 ]        |
| 46.    |          | William T. Cahill      | Republikan | 20 januari 1970  | 15 januari 1974  | [ 7 ]        |
| 47.    |          | Brendan Byrne          | Demokrat   | 15 januari 1974  | 19 januari 1982  | [ 7 ]        |
| 48.    |          | Thomas Kean            | Republikan | 19 januari 1982  | 16 januari 1990  | [ 7 ]        |
| 49.    |          | James Florio           | Demokrat   | 16 januari 1990  | 18 januari 1994  | [ 7 ]        |
| 50.    |          | Christine Todd Whitman | Republikan | 18 januari 1994  | 31 januari 2001  | [ 11 ] [ 7 ] |
| 51.    |          | Donald DiFrancesco     | Republikan | 31 januari 2001  | 8 januari 2002   | [ 7 ]        |
| tf.    |          | John J. Farmer         | Republikan | 8 januari 2002   | 8 januari 2002   | [ 7 ]        |
| tf.    |          | John O. Bennett        | Republikan | 8 januari 2002   | 12 januari 2002  | [ 7 ]        |
| tf.    |          | Richard Codey          | Demokrat   | 12 januari 2002  | 15 januari 2002  | [ 7 ]        |
| 52.    |          | Jim McGreevey          | Demokrat   | 15 januari 2002  | 15 november 2004 | [ 7 ]        |
| 53.    |          | Richard Codey          | Demokrat   | 15 november 2004 | 17 januari 2006  | [ 7 ]        |
| 54.    |          | Jon Corzine            | Demokrat   | 17 januari 2006  | 19 januari 2010  | [ 7 ]        |
| 55.    |          | Chris Christie         | Republikan | 19 januari 2010  | 16 januari 2018  | [ 7 ]        |
| 56.    |          | Phil Murphy            | Demokrat   | 16 januari 2018  | sittande         | [ 7 ]        |